# Recirkulacija izpušnega plina
Recirkulacija izpušnega plina (ang. Exhaust Gas Recirculation - EGR) je tehnologija, ki zmanjšuje emisije dušikovih oksidov - NOx pri bencinskih in dizelskih motorjih. Deluje tako, da pošlje del izpušnih plinov nazaj cilinder (zgorevalno komoro). Pri bencinski motorjih ta inertni izpuh izpodrine nekaj zgorevalne snovi. Pri dizelskih pa izpodrine nekaj odvečnega kisika. NOx se pojavi, ko je mešanica dušika in kisika izpostavljena visoki temperaturi. Nižja v zgorevalni komori tako zmanjša NOx emisije, s tem se sicer malo zmanjša izkoristek motorja. Večina modernih motorjev uporablja za doseganje emisijskih standarov tehnologijo EGR. Novejši motorji na direktni vbrizg imajo zaradi večjih temperatur zgorevanja večje emisije NOx kot npr. vplinjač ali pa starejši dizli na indirektni vbrizg. Zato so potrebne rešitve, kot je EGR ali pa katalizator. Starejši motorji niso uporabljali EGR.

## Zgodovina
Prvi EGR sistemi so bili precej nedodelani in preprosti, nekateri so imeli šobo, ki je vbrizgala izpušni plin v vstopni zrak, vedno ko je motor deloval. Zaradi tega je bil težak zagon, motor je deloval grobo v prostem teku, poraba je bila večja in motor je imel slabše zmogljivosti.  Leta 1973 so uvedli ventil, ki je dovajal izpuh samo pod določenimi pogoji. Z leti so EGR sistemi postali bolj sofisticirani. Chryslerjev sistem "Coolant Controlled Exhaust Gas Recirculation" iz leta 1973 je imel temperaturni senzor na ventilu, ki je bil zaprt, dokler ni motor dosegel delovne temperature. NOx se po navadi ne pojavi pri mrzlem motorju ob zagonu. Bolj sofisticirani ventili so dovajali izpuh samo, ko so bili pogoji za formacijo NOx.. Večina motorjev uporablja EGR zaradi emisij, vendar so možne tudi izjeme npr. motor Chrysler Pentastar.

## EGR v motorjih na svečko
Izpuh zmanjša temperaturo plamena v zgorevalni komori. V tipičnem bencinskem motorju, se okrog 5-15% izpuha dovede v vstopi zrak. Največja količina je omejena, preveč izpuha bi onemogočilo pravilno zgorevanje in povzročilo nepravilne vžige. EGR upočasni zgorevanje, to se kompenzira tako, da svečka prej vžge mešanico. 
Pravilna uporaba EGR lahko celo poveča izkoristek bencinskega motorja:
- Zmanjšanje izgube na ventilu: Dodaten inertni izpuh pomeni, da se za isto moč poveča pretok delovne snovi, ventil so mora bolj odpreti s čimer se poveča vstopni tlak, kar zmanjša izgube
- Zmanjšana izguba toplote: Nižje zgorevalne temperature ne samo zmanjšajo NOx formacij, ampak tudi zmanjšajo izgube termalne energije na stene zgorevalne komore, več toplote se porabi za proizvajanje mehanskega dela med ekspanzijo
- Zmanjšana kemična disociacija Ta efekt je sicer manjši v primerjavi s prvima dvema

EGR preko naslednjih mehanizmov zmanjša izkoristek:
- znižan adiabatni eksponent. Mešanica brez izpuha ima višji adiabatni eksponent, zato EGR zmanjša izkoristek

EGR se po navadi ne uporablja pri visokih močeh, ker bi zmanjšal največjo moč. Prav tako se ne uporablja pri prostem teku, ker bi povzročil nepravilno zgorevanje. EGR tudi pomagati hladiti izpušne ventile in jim s tem poveča življenjsko dobo.
Ventil EGR se lahko s časom umaže, lahko se jih počisti ali pa zamenja če so pokvarjeni.

## V dizelskih motorjih
V modernih dizlih, se EGR izpuh hladi v izmenjevalnku toplote, s tem se poveča količina EGR izpuha. Dizelski motorji niso tako zahtevni glede vžiga, kot motorji na svečke. Ker dizli delujejo na revnih mešanicah, je prisoten višek zraka. Lahko se dovaja celo do 50% EGR izpuha, ko je motor v prostem teku in je višek zraka. Recirkulirani izpuh lahko poveča obrabo motorja, ko partikulati pridejo preko cilindrskih obročev v olje.